# Korjosza
A Korjosza (hangul: 고려사, handzsa: 高麗史, RR: Goryeosa; „Korjo (Goryeo) története”) klasszikus kínai nyelven, a 15. században született könyv, mely Korjo (Goryeo) koreai állam történetét dolgozza fel 139 kötetben.

## Története
A könyvet Csong Indzsi (Jeong In-ji) (1396–1478), Csong Cshangszon (Jeong Chang-son) (1402–1487) és mások állították össze, 1449 és 1451 között.